# Basilika Mariä Himmelfahrt (Cacica)

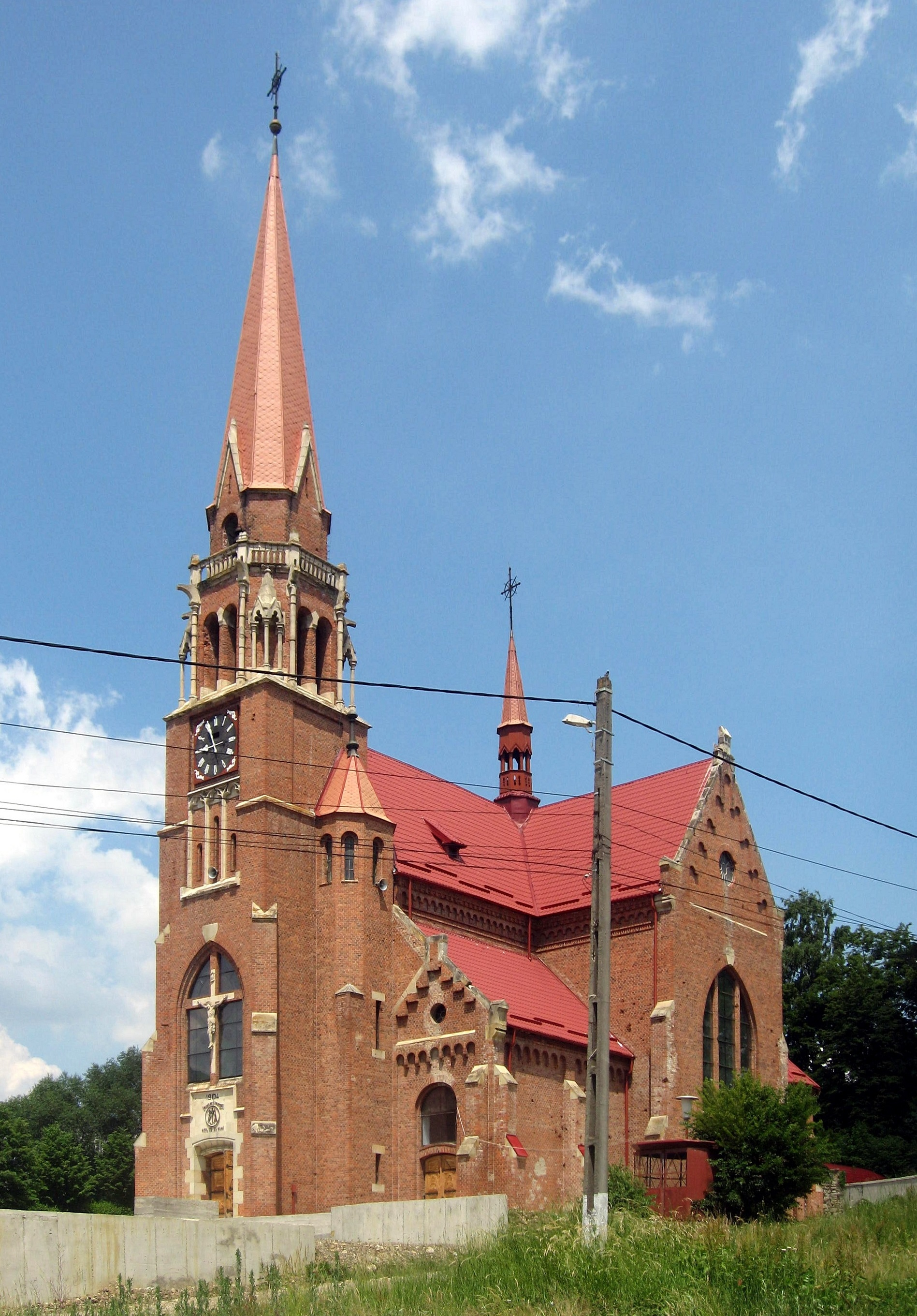
Südansicht der Basilika Mariä Himmelfahrt

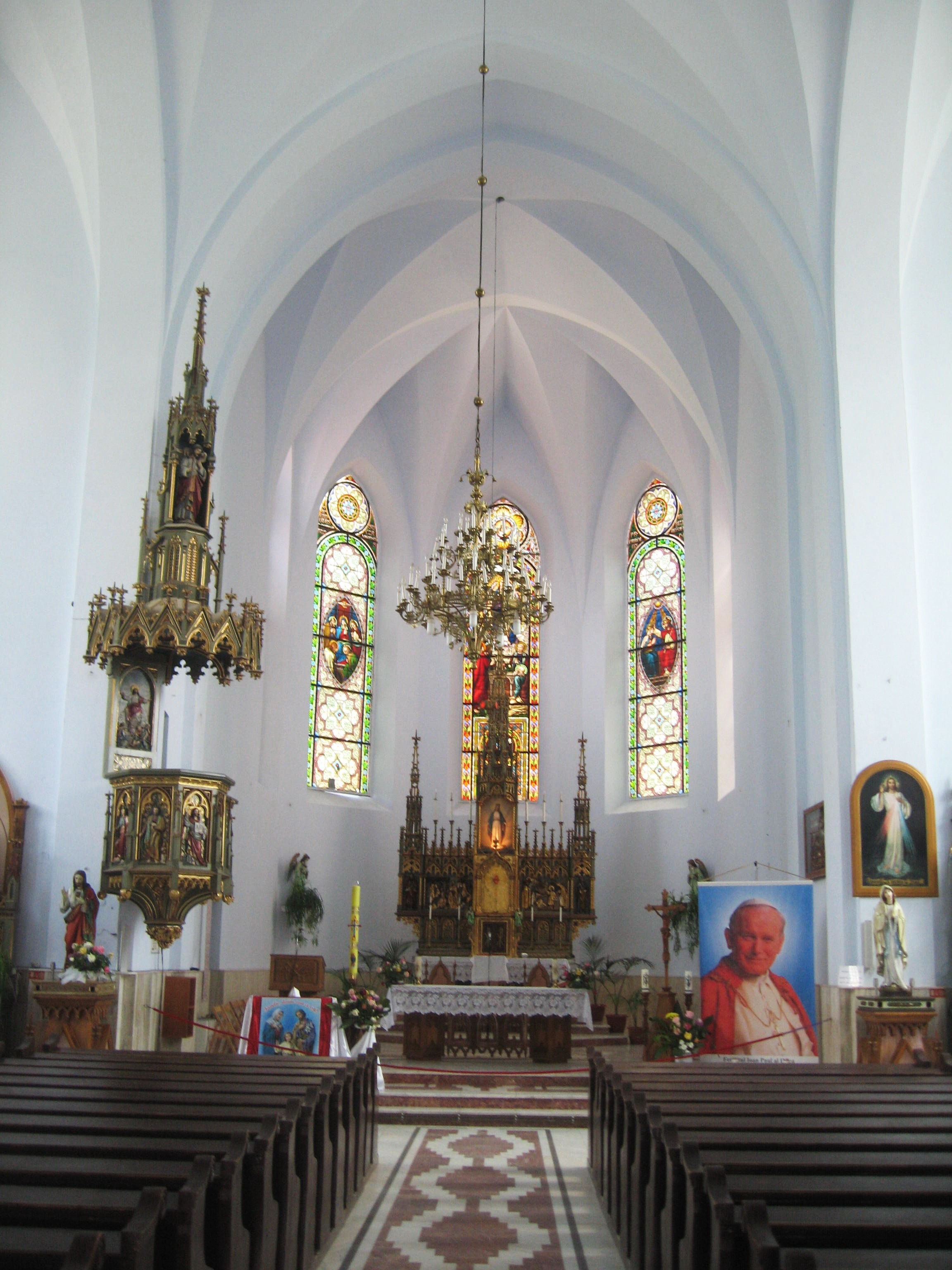
Innenraum der Kirche

Die Basilika Mariä Himmelfahrt (rumänisch Bazilica Adormirea Maicii Domnului) ist eine römisch-katholische Kirche in der Gemeinde Cacica im nordrumänischen Kreis Suceava. Die Kirche im heutigen Bistum Iași mit dem Rang eine Basilica minor wurde 1904 im neugotischen Stil erbaut.

## Vorgeschichte
Mit Beginn des Salzabbaus 1798 in Cacica kamen Arbeiter aus verschiedenen Teilen des Habsburgerreiches, besonders aus Polen, an den Ort. Für die Gemeinde der polnischen Katholiken wurde 1806 eine Kapelle im Salzbergwerk und 1810 eine hölzerne Kirche errichtet.

## Kirchenbau
Zu Ende des 19. Jahrhunderts wurde die alte Kirche baufällig und nach Renovierungsversuchen 1892 im Jahr 1903 abgerissen. Mit der Grundsteinlegung durch Bischof Joseph Weber im gleichen Jahr begann der Neubau der Kirche unter teilweiser Verwendung der alten Fundamente. Am 16. Oktober 1904 wurde die Kirche durch Erzbischof Józef Bilczewski in Anwesenheit von Bischof Weber geweiht.
Die aus Bruchstein und rotem Backstein erbaute Kirche hat auf kreuzförmigem Grundriss eine Breite von 23 Metern und ist 36 Meter lang bei einer Innenhöhe von 14 Metern. Der Kirchturm über dem Eingangsbereich erreicht eine Höhe von 50 Meter.
Im Jahr 1910 wurden ein großer Altar, eine Kanzel und eine Balustrade bei der Firma Stuflesser aus Tirol gekauft. Im Jahr 1911 wurden Seitenaltäre der Madonna des Rosenkranzes und der Schmerzensmutter erworben. Die Buntglasfenster des Chors zeigen die fünf Geheimnisse des glorreichen Rosenkranzes. Besondere Bedeutung für die Wallfahrt hat eine Kopie der Schwarzen Madonna von Tschenstochau, vermutlich aus dem 17. Jahrhundert, die die Kirche von der armenisch-katholischen Kirche in Stanisławów erhielt.
Im Jahr 1910 wurde die Lourdesgrotte geweiht, 1911 erhielt sie Statuen der Madonna von Lourdes und Bernadette. Im Jahr 1936 wurde hinter der Kirche eine 60 Meter lange, halbrunde Galerie um die Lourdesgrotte geweiht.

## Bedeutung
In Wertschätzung der Tradition während der kommunistischen Diktatur wurde die Pfarrkirche am 15. August 1996 zum Diözesanheiligtum erklärt. Am 15. August 1997 erklärte sie Bischof Petru Gherghel mit Zustimmung der römisch-katholischen Bischofskonferenz in Rumänien per Dekret zum Nationalheiligtum.
Am 14. März 2000 erhob Johannes Paul II. die Kirche zur Basilica minor, die Verkündigung erfolgte in der feierlichen Liturgie am 15. August 2000 durch den Sondergesandten Kardinal Luigi Poggi.

## Betreuung
Von der Gründung der Pfarrei waren bis 1973 alle Priester Polen. Anschließend wurde die Betreuung der Pfarrei von Priestern aus Rumänien übernommen. Seit 2000 kümmern sich die Franziskaner von Iași um das Heiligtum. Die Liturgie in Cacica wird auf Rumänisch, Polnisch, Deutsch und Ungarisch gefeiert.